# 오가사와라 사다노부
오가사와라 사다노부(小笠原貞信)는 에도 시대 전기의 다이묘이다. 시모사 세키야도 번 제2대 번주, 미노 다카스 번주, 에치젠 가쓰야마 번 초대 번주이다. 오가사와라가 노부미네 계(信嶺系小笠原家) 제3대 당주.
| 전임 오가사와라 마사노부 | 제2대 세키야도 번 번주 (오가사와라가) 1640년 | 후임 호조 우지시게 |

| 전임 막부령(도쿠나가 마사시게) | 다카스 번 번주 (오가사와라가) 1640년 ~ 1691년 | 후임 막부령(마쓰다이라 요시유키) |

| 전임 막부령(마쓰다이라 나오요시) | 제1대 에치젠 가쓰야마 번 번주 (오가사와라가) 1691년 ~ 1702년 | 후임 오가사와라 노부토키 |